# Johannes Bessell
Johannes Bessell (* 11. September 1990 in Hannover) ist ein deutscher Para-Leichtathlet, der sich auf die Langstrecken spezialisiert hat.

## Leben
Johannes Bessell wurde am 11. September 1990 in Hannover geboren. Durch ein Geburtstrauma wurde sein Armplexus in der linken Schulter verletzt, was zu einer Plexusparese führte. Er startet in der Para-Leichtathletik in der Startklasse T46.

## Sportliche Karriere
Bessell wuchs in Harsefeld auf und treibt seit seiner frühen Kindheit Sport. Über die Jahre probierte er viele verschiedene Sportarten aus. Durch Sportschießen im heimatlichen Schützenverein kam er schließlich zum Behindertensport. Später war er lange im Para-Cycling aktiv, wo er insbesondere Straßenrennen fuhr. Er probierte sich zudem im Badminton, wo er 2016 Bronze bei den Deutschen Para-Badminton Meisterschaften gewann.
Da er nebenbei schon einige Jahre hobbymäßig gelaufen war, kam er 2017 zum TSV Bayer 04 Leverkusen, wo sich schnell die ersten Erfolge einstellten. Er startet seitdem auf den Mittel- und Langstrecken und gewann in den letzten Jahren viele Goldmedaillen bei Deutschen Meisterschaften.
Sein größter Erfolg war die Bronzemedaille bei den Para-Leichtathletik-Europameisterschaften 2018 in Berlin.
2019 konnte er sich für die Para-Leichtathletik-Weltmeisterschaften in Dubai qualifizieren, wo er mit neuer persönlicher Bestzeit von 4:11,00 min in einem starken Feld den 12. Platz erreichte.
Nach den Weltmeisterschaften entschied Bessell sich, sich von nun an auf den Marathon zu konzentrieren.
Bessell hält die deutschen Rekorde über 800 m und 1500 m sowie den deutschen Hallenrekord über 3000 m in der Klasse T46.

## Vereinszugehörigkeiten
Bessell startet seit 2017 für den TSV Bayer 04 Leverkusen.

## Bestleistungen
- 800 m: 2:04,89 min, 30. Juni 2019, Köln
- 1500 m: 4:11,00 min, 7. November 2019, Dubai
- 3000 m: 10:15,00 min, 25. Februar 2018, Erfurt
- Halbmarathon: 1:19:48 h, 7. April 2019, Berlin